# 48 hodin
48 hodin je komediálně akční film z roku 1982, jenž byl režírován Walterem Hillem a ve kterém hrál Eddie Murphy a Nick Nolte jako polda a grázl, přesněji, polda, jenž se dá do týmu s vrahem poldů. Název vypovídá, že jim zbývá pouze 48 hodin, aby vyřešili nějaký závažný zločin. Tento film byl mimo jiné filmovým debutem amerického komika Eddie Murphyho a první film Joela Silvera jako filmového producenta.
Námět byl sepsán Hillem, Rogerem Spottiswoodem, Larrym Grossem, Stevenem E. de Souzou a Jebem Stuartem.
48 hodin je často popisován a zařazován do prvních „buddy cop“ filmů (akčně komediální filmy s šablonou „policejních parťáků“, z nichž jeden je „dobrý polda“ a ten druhý je „zlý naštvaný polda“; tento formát je ryze západní a dalo by se říct že v českých končinách není filmu s tímto formátem [zdroj?]). Žánr se následně vyvíjel přes osmdesátá a devadesátá léta a dal vzniknout filmům jako Policajt v Beverly Hills (Beverly Hills Cop), Smrtonostná zbraň (Lethal Weapon), Tango a Cash, Mizerové (Bad boys) a Křižovatka smrti. V roce 1990 byl vytvořen sequel k tomuto filmu, Dalších 48 hodin. Tento film a mnoho jiných buddy-cop filmů bylo zparodováno ve filmu National Lampoon: Nabitá Zbraň 1 (1993).

## Děj
Odsouzený lupič Albert Ganz (James Remar) unikne z gangu pomocí svého partnera Billyho Medvěda (Sonny Landham). Následně se dostanou až do San Franciska kde se pokusí vymáhat Ganzovy peníze. Po zabití Ganzova starého soudruha, Henryho Wongy, jemuž vezmou ID kartu a kreditními kartami registrovanými na G.P. Polsona, si pujčí auto a ubytují se. Následně vydírají starého přítele Luthera (David Patrick Kelly), neboť drží jeho přítelkyni Rosalie jako rukojmí a požadují po Lutherovi výkupné.
Jack Cates (Nick Nolte) je alkoholický, sanfranciský policajt a velký kuřák. Jeho pevný vztah s jeho dívkou Elaine (Annette O'Toole) je častým zdrojem napětí a stresu, neboť ani jeden toho druhého v tomto vztahu nerespektuje. Následně se dozví o případu, kdy někdo používá GP Polsonovy kreditní karty.

## Obsazení
| Nick Nolte          | Det. Sgt. Jack Cates |
| Eddie Murphy        | Reggie Hammond       |
| Annette O'Toole     | Elaine Marshall      |
| Frank McRae         | Capt. Haden          |
| James Remar         | Albert Ganz          |
| David Patrick Kelly | Luther               |
| Sonny Landham       | Billy Medvěd         |
| Brion James         | Det. Sgt. Ben Kehoe  |
| Kerry Sherman       | Rosalie              |
| Jonathan Banks      | Det. Algren          |
| James Keane         | Det. VanZant         |
| Greta Blackburn     | Lisa                 |
| Margot Rose         | Casey                |
| Denise Crosby       | Sally                |
| Olivia Brown        | Candy                |

## Dabing
| Jméno postavy  | Herecký představitel | Jméno dabéra   |
| -------------- | -------------------- | -------------- |
| Jack Cates     | Nick Nolte           | Jaromír Meduna |
| Reggie Hammond | Eddie Murphy         | Martin Dejdar  |

- Vyrobila tvůrčí skupina Aleny Poledňákové a Vladimíra Tišňovského [zdroj?].